# Luis Fernando Correia
Luis Fernando Correia (Rio de Janeiro, 11 de julho de 1961) é um médico brasileiro. Atua como comentarista de saúde em rádio, TV e internet. É coordenador de Relações Institucionais do Hospital Samaritano do Rio de Janeiro e do Americas Medical City no Rio de Janeiro. É ainda conhecido por seu trabalho como comentarista de saúde na rádio CBN Brasil, TV Globo e GloboNews.
Seguiu carreira atuando em medicina esportiva. Foi o médico da equipe brasileira de Saltos Ornamentais, além de acompanhar a delegação olímpica brasileira nos Jogos da Lusofonia, em Macau, em 2006, e nas Olimpíadas de Pequim, na China, em 2008. Dirigiu a Policlínica da Vila Pan-Americana, nos Jogos do Rio, em 2007 e foi, em 2013, coordenador médico geral na Copa das Confederações FIFA de 2013, realizada no Brasil como teste para a Copa do Mundo FIFA de 2014 - evento em que foi coordenador geral do Comitê Organizador local.
Luis Fernando Correia recebeu, em 2010, juntamente com a equipe de reportagem da TV Globo, o Prêmio Emmy Internacional de Jornalismo pela cobertura da retomada, pelas forças de segurança, de áreas dominadas por traficantes de drogas no Rio de Janeiro, em 2011. No ano seguinte, a equipe foi novamente indicada ao prêmio pela série de reportagens sobre as inundações na Região Serrana em 2012.
Em 2016 foi indicado como um dos portadores da Tocha Olímpica dos Jogos sediados pelo Rio de Janeiro.

## Graduação e residência
Graduou-se em 1988 pela Escola de Medicina e Cirurgia da Universidade Federal do Estado do Rio de Janeiro (UNIRIO). Nesse mesmo ano fez parte do grupo que realizou, no Hospital Universitário Gaffrée e Guinle (então referência no tratamento da Aids no Brasil), a primeira cesariana em uma paciente soropositiva. Fez residência em Medicina Interna e Terapia Intensiva; concluiu, em 2001, MBA em Gestão de Saúde no Ibmec/RJ. Em 2006, fez parte da primeira turma do curso Medicine in the Media (“Medicina nos Meios de Comunicação”) da Dartmouth University, EUA.

## Carreira

### Prática médica
Luis Fernando Correia atua no Rio de Janeiro desde 1991, quando passou a integrar o quadro médico do Hospital Samaritano do Rio de Janeiro, primeiro como médico atendente e, depois, como chefe do setor de emergência. Foi ainda, por oito anos, presidente do Comitê de Ética em Pesquisa desse hospital. Entre 1995 e 1998, foi gerente médico regional do HSBC Seguros Médicos.
Sua entrada no mundo dos esportes aconteceu ao tornar-se responsável, na Confederação Brasileira de Desportos Aquáticos, entre 2004 e 2006, pela coordenação médica de eventos esportivos externos, como os campeonatos nacionais de Saltos Ornamentais e de Natação. Em 2015, passou a integrar a diretoria de um novo complexo médico erguido no Rio de Janeiro, o Americas Medical City, e a atuar como coordenador de Relações Institucionais do Hospital Samaritano.
Tem artigos científicos, publicados em revistas médicas internacionais, sobre geriatria e atendimento de emergência em campos de futebol.

### Nos meios de comunicação
Desde 2001 é responsável pela pesquisa de conteúdo, redação e apresentação de um boletim de notícias sobre saúde chamado Saúde em Foco, transmitido diariamente para todo o país pela Rádio CBN Brasil. Em fevereiro de 2009, juntou-se à equipe do programa Estúdio i, apresentado em rede nacional pelo canal de TV a cabo GloboNews. O programa é, também, veiculado para EUA e Europa pela TV Globo Internacional. Em novembro do mesmo ano, passou a ser responsável por apresentar as notícias da área de saúde do telejornal RJTV 1a Edição na TV Globo. Sua participação nos programas jornalísticos da emissora inclui ainda o Bom Dia Rio (telejornal matutino veiculado estado do Rio de Janeiro), Bom Dia Brasil (noticiário matutino nacional), Bem Estar (programa jornalístico de variedades, também 
matutino) e Esporte Espetacular (programa esportivo levado ao ar nas manhãs de domingo).
Ainda em 2009, foi o moderador de um talk show na Livestrong Global Cancer Summit, em Dublin, na Irlanda. Em 2011, participou da reunião preparatória para o Encontro sobre Doenças não Transmissíveis, ocorrido na sede da Organização das Nações Unidas (ONU) em Nova York, EUA.
Desde 2003 participa, como correspondente e comentarista de rádio e TV, das reuniões de organizações científicas e médicas importantes, como American Cancer Society, American Heart Association, American Society of Clinical Oncology, American College of Cardiology e American College of Rheumatology, entre outros.
Em 2011 foi agraciado, juntamente com a equipe do Jornal Nacional da TV Globo, com o Prêmio Emmy Internacional de Jornalismo pela cobertura da retomada de áreas do Rio de Janeiro dominadas por traficantes de drogas. Em 2013, a equipe recebeu uma indicação para o mesmo prêmio, dessa vez pela cobertura do desabamento de três prédios no Centro do Rio.

### Medicina esportiva
De 2004 a 2006 foi o médico responsável pela equipe brasileira de Saltos Ornamentais, cuidando dos atletas no Campeonato Mundial de Esportes Aquáticos de 2005, em Montreal, no Canadá. No ano seguinte, juntou-se ao departamento médico do 
Comitê Olímpico Brasileiro e foi o diretor médico responsável pela delegação brasileira nos Jogos da Lusofonia de 2006, em Macau, na China. Em 2007, integrou o comitê organizador dos Jogos Pan-Americanos, estendendo sua participação na Rio 2007 ao assumir a direção da Policlínica na Vila Pan-Americana.
Em 2008, seguiu para a China como coordenador médico, em Macau, da Base de Aclimatação da delegação brasileira e, depois, para Pequim, sede dos Jogos Olímpicos daquele ano. Em 2013, foi nomeado diretor médico geral da Copa das Confederações no Brasil, quando foi responsável pela concepção e coordenação do suporte médico nas seis cidades onde as partidas foram realizadas. No ano seguinte, com o Brasil como país-sede, foi novamente diretor médico geral, agora da Copa do Mundo FIFA 2014, coordenando equipes médicas em 12 cidades e nas 32 bases das seleções estrangeiras espalhadas por todo o país, além do apoio médico para a Congresso da FIFA, em São Paulo, que aconteceu antes do início da Copa.

## Trabalhos publicados
- «The FIFA medical emergency bag and FIFA 11 steps to prevent sudden cardiac death: setting a global standard and promoting consistent football field emergency care» (em inglês) - British Journal of Sports Medicine, Volume 47-18, dezembro de 2013
- A critically chronic Illness Elder Patient case of Persistent Bacteremia with Unknown Focus, American Geriatrics Society, maio de 2014

## Ligações Externas
- «Participação no programa Estudio I»
- «Participação no programa Bem Estar»
- «Participação nos programas jornalísticos da TV Globo»
- «FIFA, LOC and Brazilian government discuss positive legacy of Brazil 2014 for health»